# Spoorlijn Saint-Just-en-Chaussée - Douai
De spoorlijn Saint-Just-en-Chaussée - Douai is een gedeeltelijk opgebroken Franse spoorlijn die Saint-Just-en-Chaussée via Montdidier, Péronne en Cambrai verbindt met Douai. De volledige lijn was 144,0 km lang en had als lijnnummer 259 000.

## Geschiedenis
De lijn is in verschillende gedeeltes geopend tussen 1873 en 1881 door de Compagnie des chemins de fer du Nord. Vanaf de jaren 50 van de twintigste eeuw is de lijn in verschillende gedeeltes gesloten. Thans is alleen het gedeelte tussen Cambrai en Douai nog in gebruik.

## Treindiensten
De SNCF verzorgt het personenvervoer met TER treinen.
| Serie | Treinsoort | Route                                     | Bijzonderheden |
| ----- | ---------- | ----------------------------------------- | -------------- |
| P 40  | TER (SNCF) | Douai – Cambrai – Busigny – Saint-Quentin |                |
| P 41  | TER (SNCF) | Douai – Cambrai                           |                |

## Aansluitingen
In de volgende plaatsen is of was er een aansluiting op de volgende spoorlijnen:
Saint-Just-en-Chausée
RFN 272 000, spoorlijn tussen Paris-Nord en Lille
RFN 272 611, stamlijn Saint-Just-en-Chaussée
RFN 318 000, spoorlijn tussen La Rue-Saint-Pierre en Saint-Just-en-Chaussée
Montdidier
RFN 232 000, spoorlijn tussen Ormoy-Villers en Boves
Roye-Faubourg-Saint-Gilles
RFN 248 000, spoorlijn tussen Compiègne en Roye-Faubourg-Saint-Gilles
Hattencourt
RFN 226 305, raccordement van Hattencourt
Chaulnes
RFN 261 000, spoorlijn tussen Amiens en Laon
Roisel
lijn tussen Vélu-Bertincourt en Saint-Quentin
Épehy
lijn tussen Vélu-Bertincourt en Saint-Quentin
Marcoing
RFN 249 000, spoorlijn tussen Marcoing en Masnières
lijn tussen Achiet en Marcoing
Cambrai
RFN 250 306, raccordement van Cambrai-sud
RFN 250 311, raccordement van Cambrai-nord
RFN 250 000, spoorlijn tussen Busigny en Somain
RFN 259 656, spoorlijn tussen Boisleux en Cambrai
RFN 260 100, stedelijke aansluiting van Cambrai-Ville
Aubencheul-au-Bac
lijn tussen Marquion en Aubencheul-au-Bac
Aubigny-au-Bac
RFN 258 000, spoorlijn tussen Aubigny-au-Bac en Somain
Douai
RFN 262 000, spoorlijn tussen Douai en Blanc-Misseron
RFN 272 000, spoorlijn tussen Paris-Nord en Lille
RFN 272 311, raccordement express Douai-Leforest
RFN 272 326, raccordement van Douai
RFN 272 641, stamlijn La Grande Paroisse
RFN 272 648, stamlijn tussen Douai en Waziers
RFN 275 100, embranchements urbains van Douai (noordtak)
RFN 276 100, embranchements urbains van Douai (zuidtak)

## Elektrische tractie
Het gedeelte tussen Cambrai en Douai werd in 1993 geëlektrificeerd met een spanning van 25.000 volt 50 Hz.